# Kris Luyckx
Kris Jozef Maria Luyckx (Antwerpen, 1970) is een Belgisch advocaat en strafpleiter.

## Levensloop

### Advocatuur
Kris Luyckx verwierf bekendheid in Vlaanderen door de verdediging van slachtoffers in grote moordzaken en door regelmatig op te treden in gemediatiseerde processen. Zo vertegenwoordigde hij de familie van Oulematou Niangadou in het proces tegen Hans Van Themsche, Nadia Andries in de zaak rond de Antwerpse Visa-affaire, de ouders van twee kindjes die gewond raakten bij de steekpartij in Sint-Gillis-bij-Dendermonde door Kim De Gelder, Patrick Deman in de zaak-Ye,, de voormalige Syriëganger Jejoen Bontinck. en  Dimitri Bontinck als Burgerlijke Partij zaak Sharia4Belgium. en twee schachten die de doop van studentenclub Reuzegom overleefden. Hij trad ook op als advocaat van de Servische voetbalmakelaar Dejan Veljković tijdens het voetbalschandaal "Operatie Propere Handen". Hij sloot met zijn client een akkoord met het Openbaar Ministerie en Veljkovic werd de eerste spijtoptant in de Belgische justitiegeschiedenis. De spelersmakelaar sloot een deal met het gerecht in ruil voor strafvermindering.
Hij is senior partner bij advocatenkantoor Desdalex, voorzitter van de Vlaamse Raad voor Economisch Onderzoek inzake Vreemdelingen en voorzitter van de Nederlandstalige Tuchtraad bij de Psychologencommissie. Ook is hij plaatsvervangend raadsheer bij het hof van beroep in Antwerpen en gastdocent aan de Universiteit Antwerpen.

### Politiek
Luyckx was van 2008 tot 2012 nationaal politiek scretaris van Open Vld.
Na het ontslag van minister van Justitie Vincent Van Quickenborne kreeg hij van Open Vld-voorzitter Tom Ongena het voorstel om hem op te volgen. Hij weigerde "omdat hij de rol als minister niet op een geloofwaardige manier zou kunnen invullen".